# Розмарі Вайс
Розмарі F.G. Вайс (народилася 26 січня 1957 р.) — шотландський астрофізик і професор кафедри фізики та астрономії в Університеті Джона Хопкінса .

## Освіта
Вайс закінчила Лондонський університет королеви Марії в 1977 році, отримавши ступінь бакалавра з фізики та астрофізики, а також отримала ступінь кандидата наук з астрофізики в Інституті астрономії в Кембриджському університеті в 1983 році.

## Кар'єра
Пізніше Вайс переїхала до США для закінчення докторантури в Принстонському університеті та Каліфорнійському університеті Берклі . Її робота в основному стосувалася галузей галактичного формування, композиції та еволюції.

## Відзнаки та нагороди
- 1986 Нагорода «Annie Jump Cannon Award in Astronomy» Американського астрономічного товариства[9]
- 2016 професор Блауау, Капетинський астрономічний інститут[10]
- 2016 Нагорода Brouwer Американського астрономічного товариства[11]